# Amphoe Bang Phli
Amphoe Bang Phli (Thai: อำเภอ บางพลี, Aussprache: ʔāmpʰɤ̄ː bāːŋ pʰlīː) ist ein Landkreis (Amphoe – Verwaltungs-Distrikt) in der Provinz Samut Prakan. Die Provinz Samut Prakan liegt in der Zentralregion von Thailand am südöstlichen Stadtrand von Bangkok. 
Bang Phli ist dafür vorgesehen, ein Teil der neuen Provinz Nakhon Suvarnabhumi zu werden, sobald dieser Plan von der Regierung abgesegnet wurde.

## Geographie
Samut Prakan gehört zur Metropolregion Bangkok, der Übergang zwischen den beiden Städten ist fließend.
Die Nachbarbezirke sind Bang Na, Prawet und Lat Krabang (alle Khet von Bangkok) im Norden, Amphoe Bang Sao Thong und Amphoe Bang Bo im Osten sowie Amphoe Mueang Samut Prakan im Süden und Westen.

## Ausbildung
In Amphoe Bang Phli befindet sich die private Huachiew Chalermprakiet-Universität. Hier arbeitet seit 1995 außerdem die Thai-Chinese International School.

## Verkehr

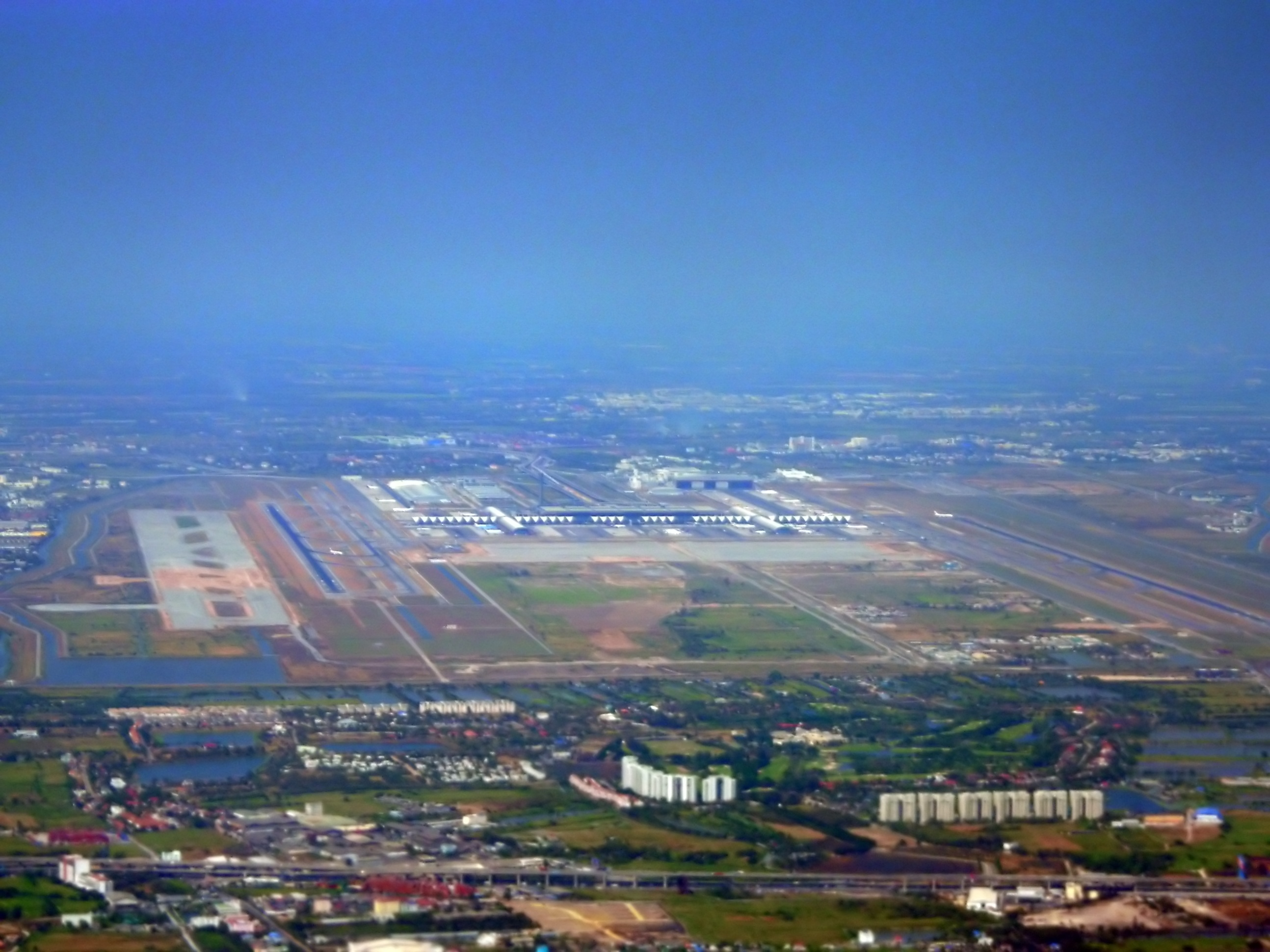
Flughafen Bangkok-Suvarnabhumi

Der neue internationale Flughafen Bangkok-Suvarnabhumi wurde am 28. September 2006 im  Amphoe Bang Phli eröffnet. Er ersetzt den bisherigen internationalen Flughafen Bangkok-Don Mueang.

## Sehenswürdigkeiten
- Wat Bang Phli Yai Klang – buddhistischer Tempel (Wat) mit einer innen begehbaren Buddhastatue.

## Festivals
- Bang Phli ist bekannt für das jährlich stattfindende Lotus-Blüten Festival (Rap Bua), welches am letzten Tag der dreimonatigen Regenzeitklausur (Ok Phansa, จัดงานออกพรรษา), also dem 14. Tag des zunehmenden Mondes im elften Monat des Thailändischen Mondkalenders stattfindet. Dieser Tag fällt normalerweise auf den Vollmond im Oktober. Ein Boot mit einer Kopie der Buddha-Statue Luang Poh To aus dem Wat Bang Pli Yai fährt durch die Haupt-Khlong (Kanäle) des Bezirks. Tausende von Zuschauern am Ufer und auf kleinen Begleit-Booten werfen Lotosblüten auf das Boot, um sie dem Buddha als Opfer darzubringen, bis die Statue unter den Lotosblüten kaum noch zu sehen ist.

## Verwaltung

### Provinzverwaltung
Der Landkreis Bang Phli ist in sechs Tambon („Unterbezirke“ oder „Gemeinden“) eingeteilt, die sich weiter in 83 Muban („Dörfer“) unterteilen.
| Nr. | Name          | Thai     | Muban | Einw.  |
| --- | ------------- | -------- | ----- | ------ |
| 01. | Bang Phli Yai | บางพลีใหญ่ | 23    | 76.689 |
| 02. | Bang Kaeo     | บางแก้ว   | 16    | 44.364 |
| 03. | Bang Pla      | บางปลา   | 15    | 32.018 |
| 04. | Bang Chalong  | บางโฉลง  | 11    | 38.865 |
| 08. | Racha Thewa   | ราชาเทวะ | 15    | 26.361 |
| 09. | Nong Prue     | หนองปรือ  | 03    | 02.523 |

### Lokalverwaltung
Es gibt eine Kommune mit „Kleinstadt“-Status (Thesaban Tambon) im Landkreis:
- Bang Phli (Thai: เทศบาลตำบลบางพลี) bestehend aus den Teilen der Tambon Bang Phli Yai, Bang Pla, Bang Chalong.

Außerdem gibt es sechs „Tambon-Verwaltungsorganisationen“ (องค์การบริหารส่วนตำบล – Tambon Administrative Organizations, TAO)
- Bang Phli Yai (Thai: องค์การบริหารส่วนตำบลบางพลีใหญ่) bestehend aus Teilen des Tambon Bang Phli Yai.
- Bang Kaeo (Thai: องค์การบริหารส่วนตำบลบางแก้ว) bestehend aus dem kompletten Tambon Bang Kaeo.
- Bang Pla (Thai: องค์การบริหารส่วนตำบลบางปลา) bestehend aus Teilen des Tambon Bang Pla.
- Bang Chalong (Thai: องค์การบริหารส่วนตำบลบางโฉลง) bestehend aus Teilen des Tambon Bang Chalong.
- Racha Thewa (Thai: องค์การบริหารส่วนตำบลราชาเทวะ) bestehend aus dem kompletten Tambon Racha Thewa.
- Nong Prue (Thai: องค์การบริหารส่วนตำบลหนองปรือ) bestehend aus dem kompletten Tambon Nong Prue.